# 中华人民共和国成立后的反共游击战争
中国人民解放军与中华人民共和国政府在中华人民共和国建国初期，于1950年开始发起了集中兵力击败消灭反对中国共产党和中华人民共和国的武装（包括中华民国政府在中国大陆残余军事力量（包括中央军或地方军）、其他反对中国共产党的地方性武装及土匪）的全国性军事行动，是为第二次国共内战的延续。从中国共产党和中华人民共和国的角度，称为全国大剿匪、新中国大剿匪、新中国剿匪斗争、建国初期剿匪斗争:50。从中华民国或反共武装的角度又称为反共救国战争、反共抗俄战争或反共游击战争。
除消灭中国长期存在的土匪外，它与同期开始的镇压反革命运动彻底消灭了中华民国政府在中国大陆的残余軍事力量，肃清了中国大陆境内反对中华人民共和国政府的武装势力，巩固了中华人民共和国政权、稳定社会秩序:38—39，保障土地改革、抗美援朝等运动的顺利进行:50。

## 名稱
從中國共產黨的角度出發，當時反對中國共產黨的武裝，包括由各路中華民國國軍直接轉變為的游擊隊，地方性的反對中共的武裝，宗教性的會道門武裝，反對中共政策的農民武裝以及原本在地方上進行搶劫的土匪武裝均為“土匪”，因此中國共產黨一直將對其的軍事行動稱為“全國大剿匪”、“新中國大剿匪”、“建國初期剿匪鬥爭”等。
從後來退守到台灣的中華民國、以及親中華民國的勢力的角度，往往又將戰爭稱為“抗共”、“反共戰爭”、“反共救國戰爭”、“反共抗俄戰爭”或“反共游擊戰爭”。在部分西方國家如英（包括英屬香港）、美的媒體、情報機構的報告中，往往稱爲“游擊活動”（Guerillas），部分軍事活動則被稱爲“反抗”（Revolt），如反對中共當局的稅制政策的農民武裝被稱爲“農民反抗”（Peasant Revolts）。

## 背景
第二次国共内战初期，中国共产党在攻占东北地区后，即开展“剿匪”行动。1949年，随着第二次国共内战进入尾声，由国民党主政的中华民国政府军事败局已定。3月，中共七届二中全会提出，中国人民解放军攻占南方后，解放军“首要任务之一就是消灭中国国民党的反动武装力量，在乡村中则是首先有步骤地展开清剿土匪的斗争。”4月，解放军在渡江战役中，攻占中华民国首都南京，随后攻占全国经济中心上海，标志中国共产党基本取得第二次国共内战的胜利。此后，解放军迅速向南方、西北方推进，逐步占领中国大陆全境。10月1月，中华人民共和国成立。11月，解放军取得西南战役胜利，消灭了中华民国国军在中国大陆的最后一支重兵集团，控制西南地区，至1950年初，基本攻占中国大陆全境。但中华民国政府残存的军事力量仍极为庞大，除中华民国国军残部、地方武装外，各类杂牌军、土匪活跃。
中华人民共和国建立之初的1950年1月至10月，发生试图推翻新政权的武装暴动816起。效忠中华民国政府的武力在西南地区攻打、攻陷县城计百余座，近四万名中共党员及新政府干部、支持者被杀。中南军区广西“剿匪工作考察组”的报告指出，1950年整个广西“匪情”严重，以宜山地区为例，反共武装控制区占55%，活跃区约占13%，中共控制区仅占31.9%。华东、中南、西南、西北地区的边沿地带、偏远山区，是中华人民共和国政府“剿匪”的重点地区。

## 战役经过
1950年3月16日，中国共产党中央委员会、中央军事委员会发布《剿灭土匪，建立革命新秩序》的指示：“必须明确，剿灭土匪，是当前全国革命斗争不可超越的一个重要阶段，是建立和恢复各级人民政权，以及开展其他一切的必要前提，是彻底消灭国民党在大陆的残余武装，迅速恢复革命新秩序的保证”。
中国人民解放军先后抽调了39个军140多个师的150万人开展军事行动，1950年至1953年间歼灭匪特武装240余万人。10月，中国人民解放军以中国人民志愿军的名义参加朝鲜战争，部分完成作战任务的解放军被派往朝鲜战场。朝鲜战争爆发的同时，中華民國政府受美国政府支持，增加派遣、空降特务人员。“匪特”气焰受到鼓舞:50，地方出现第三次世界大戰爆发、日本重新占领东北、美军“飞机炸平上海、南京、武汉”等各种流言:9。以华东地区为例，华东军区在1949年秋即颁布“剿匪作战命令”，拟定《惩治土匪条例》。1950年1月，全区歼灭各种反共武装5.4万人。到10月，全区的各种反共武装又发展到900余股，其中海上武装64股，陆上武装848股。华东军区集中7个主力师、4个地方师及大批地方武装和民兵，以福建、浙江为重点展开军事行动:50。
1951年上半年，中国各地已“剿匪”逾百万。军事行动持续至1953年，消灭、投降者260余万人（或计240万人），缴获1860余门炮、140.18万余枝枪:50。至此中国大陆的效忠中华民国政府，反对中华人民共和国的残余军事力量被基本消灭殆尽。